# 锡里斯
锡里斯（義大利語：Siris），是意大利撒丁大区奥里斯塔诺省的一个市镇。总面积6.02平方公里，人口227人，人口密度37.7人/平方公里（2009年）。ISTAT代码为095061。